# Зеленник сивогорлий
Зеле́нник сивогорлий (Chlorospingus canigularis) — вид горобцеподібних птахів родини Passerellidae. Мешкає в Центральній і Південній Америці.

## Підвиди
Виділяють п'ять підвидів:
- C. c. olivaceiceps Underwood, 1898 — гори Коста-Рики і західної Панами;
- C. c. canigularis (Lafresnaye, 1848) — Анди на заході Венесуели (Тачира) і західні схили Східного хребта Колумбійських Анд (на південь до Кундінамарки);
- C. c. conspicillatus Todd, 1922 — Західний і Центральний хребти Колумбійських Анд (від Антіокії до Кауки і від Кальдаса до Уїли);
- C. c. paulus Zimmer, JT, 1947 — західні схили Анд в Еквадорі (на південь від Чимборасо) і північно-західному Перу (Тумбес);
- C. c. signatus Zimmer, JT, 1947 — східні схили Анд в Еквадорі (на південь від Напо) і Перу (на південь до Куско).

## Поширення і екологія
Сивогорлі зеленники мешкають в Коста-Риці, Панамі, Колумбії, Венесуелі, Еквадорі і Перу. Вони живуть у вологих гірських і рівнинних тропічних лісах і чагарникових заростях та в сухих тропічних лісах. Зустрічаються на висоті від 300 до 1700 м над рівнем моря.